# Sankt Knuts Gille i Ronneby
Sankt Knuts Gille i Ronneby är ett ursprungligen medeltida Knutsgille i Ronneby, vilket återupprättades 1988.

## Historik
Om det medeltida gillet är mycket litet känt. Det finns dock belagt i den bekräftelse av Ronnebys stadsprivilegier som utfärdades av kung Olof 1387. Man tror att gillet kan räkna sin upprinnelse till mitten av 1200-talet då Ronneby fick en viktig roll som köpstad och replipunkt på handelsrutten mot det då i danska riket införlivade Estland. 
I Lunds stifts landebok från 1570-talet finns Knutsgillet i Ronneby inte längre omnämnt, men väl ett "Danska kompaniet", och knutsgilleshistorikern Curt Wallin har förmodat att Knutsgillet under senmedeltiden kan ha omvandlats från helgongille till detta mer renodlat handelsinriktade sällskap.
I mitten av 1980-talet togs initiativ till återupprättande av Ronnebygillet, vilket ledde till att detta officiellt återkonstituerades den 5 december 1988. Det återupprättade gillet höll sin första högtidssammankomst den 22 april 1989 i närvaro av representanter för samtliga övriga svenska Knutsgillen.
År 2002 kunde gillet deltaga i den officiella invigningen av den nydöpta "S:t Knuts plats" i centrala Ronneby, ett namn som tillkommit på gillets förslag.

## Åldermän efter återupprättandet
1. 1989–1995 Åke Pilgård
2. 1995–1999 Gunnar Eriksson
3. 1999–2007 Hans Hedvall
4. 2007–2009 Harald Andersson
5. 2009–     Lars Malmgren